# Moreno Fabiani
Moreno Fabiani, né le 18 septembre 1953 à Ficulle en Italie, est un footballeur italien qui jouait au poste de défenseur.

## Biographie
Formé au sein de La Sportive Thionvilloise en Moselle, il gravit les échelons avec son club jusqu'en Division 2 dès 1979. En 1981, il rejoint le FC Mulhouse avant de finir sa carrière professionnel à l'AS Nancy-Lorraine suite à une blessure au genou,. 

## Palmarès
| Sportive Thionvilloise (1) :                    | FC Mulhouse (1) :                  |
| ----------------------------------------------- | ---------------------------------- |
| - Championnat de Lorraine (1) - Champion : 1977 | - Coupe d'Alsace - Champion : 1982 |